# آكيو شيبا
آكيو شيبا (باليابانية: ちばあきお) هو مانغاكا ياباني، ولد في 29 يناير 1943 في شنيانغ في الصين، وتوفي في 13 سبتمبر 1984 في طوكيو في اليابان بسبب شنق.

## وصلات خارجية
- آكيو شيبا على موقع ANN person (الإنجليزية)

- الموقع الرسمي